# Michaił Jakowlew
Michaił Iljicz Jakowlew, ros. Михаил Ильич Яковлев (ur. ?, zm. w kwietniu 1941 w obozie koncentracyjnym w Oświęcimiu) – rosyjski wojskowy (esauł), biały emigrant rosyjski, emigracyjny wydawca, uczestnik konspiracji antyniemieckiej na pocz. II wojny światowej.
Ukończył korpus kadetów w Woroneżu, a następnie michajłowską szkołę artylerii. Brał udział w I wojnie światowej, dochodząc do stopnia sztabskapitana. W 1918 r. wstąpił do wojsk Białych gen. Antona I. Denikina. Od września 1919 r. dowodził Wołczanskim Oddziałem Partyzanckim. Wiosną 1920 r. przeszedł na obszary zajęte przez Wojsko Polskie. Latem tego roku w stopniu esauła stanął na czele brygady konnej w składzie formowanej 3 Armii Rosyjskiej. Następnie objął funkcję zastępcy dowódcy „bałachowskiej” Rosyjskiej Ludowej Armii Ochotniczej. Na pocz. lat 20. wyjechał na Litwę. Na pocz. 1927 r. zamieszkał w Wilnie, gdzie wydawał pismo „Новая Россия”. Był zamieszany w zabójstwo w Warszawie 7 czerwca tego roku posła ZSRR Piotra Ł. Wojkowa. Podczas wojny obronnej 1939 r. uczestniczył w obronie Warszawy w szeregach oddziału ochotniczego sformowanego i dowodzonego przez gen. Stanisława Bułak-Bałachowicza. Pełnił funkcję jego szefa sztabu. Następnie zaangażował się w konspirację antyniemiecką organizowaną przez gen. S. Bułak-Bałachowicza. Aresztowany latem 1940 r., zmarł w kwietniu 1941 r. w obozie koncentracyjnym Auschwitz.